# Giulio Santoro
Giulio Santoro (Palermo, 4 ottobre 1931 – Messina, 27 maggio 2021) è stato un chirurgo e paracadutista italiano specializzato in ortopedia.

## Biografia
Ha contribuito alla fondazione della Clinica Ortopedica dell'Università di Messina e della Scuola di Specializzazione in Ortopedia e Traumatologia, che ha diretto fino al 2003.
Socio della Società italiana di Chirurgia della Mano fin dal suo nascere come Società Scientifica, si è dedicato alla Chirurgia della Mano ed alla Microchirurgia sia nel campo della ricerca che della pratica clinica. Ha svolto operazioni chirurgiche d'avanguardia, tra le quali in particolare, presso il Policlinico Universitario di Messina, la ricostruzione dell'intero avambraccio di un diciottenne tranciato da un incidente domestico, al quale sono stati ricuciti nervi, tendini, vene e arterie.
Medico senza frontiere, ha preso parte a missioni umanitarie in Africa (in particolare in Etiopia), nonché in Cambogia ed in Sud America.
Conclude la carriera presso l'Istituto Ortopedico del Mezzogiorno d'Italia, dapprima come Direttore Scientifico e poi come Coordinatore Scientifico curando in particolare la Rivista "Acta Orthopaedica Italica", alla cui redazione ha dedicato fino agli ultimi istanti di vita.
È stato medico personale di Enzo Maiorca, che ha seguito e preparato per diversi record di immersione, rianimandolo in particolare quando riemerse in stato di sincope nel record del 1974 a Sorrento, si è dedicato tra l'altro alla divulgazione dell'antichissima tradizione della pesca del pesce spada nello Stretto di Messina, argomento sul quale è stato chiamato come relatore in eventi a carattere internazionale, ottenendo il riconoscimento di studioso di etno antropologia da parte della Soprintendenza del mare.
In ambito sportivo è stato fondatore e socio benemerito della Polisportiva Messina, ricevendo nel 2016 la targa onoraria dalla campionessa olimpica Silvia Bosurgi; si è dilettato come trapezista al Circo di Moira Orfei, il 19 agosto 1960 fu tra i tedofori messinesi per il passaggio della fiaccola olimpica proveniente da Atene e diretta a Roma, ed è stato paracadutista e socio benemerito ANPI della sezione paracadutisti di Messina.
Autore, tra l'altro, di un "Diario di Guerra" dove ha raccolto con testi e accurati disegni le diverse incursioni aeree su Messina dal 10 luglio al 27 settembre 1943, che, allora bambino, osservava dalle colline di Castanea, riportandone orari e dettagli con frequenza giornaliera.

## Formazione e attività medico-scientifica
Diplomatosi presso il Liceo Classico "F. Maurolico" di Messina, si laurea in Medicina e Chirurgia a 22 anni presso l'Università di Messina, proseguendo con la carriera universitaria, dapprima come assistente volontario, quindi come supplente ordinario ed incaricato presso la Clinica Chirurgica di Messina, poi come professore incaricato di Ortopedia e Traumatologia con responsabilità apicale ufficiale dal 1969, e con continuità di servizio sino al pensionamento nel 2003.
Fondamentale nel suo sviluppo professionale e accademico la specializzazione in ortopedia presso la scuola fiorentina di Oscar Scaglietti, nonché nel 1956 il perfezionamento a Vienna presso la clinica del professor Lorenz Böhler, che gli affidò la responsabilità di reparto.
Ha seguito ulteriori corsi di perfezionamento in Ortopedia e Traumatologia presso l'Unfallkrankenhausen di Vienna, la Clinica Ortopedica dell'Università di Heidelberg (1961), ed in Chirurgia specialistica del ginocchio a Barcellona con l'Ortopedico J.M. Vilarrubias (Barcellona 1975/1976).

### I contributi sull'utilizzo delle suturatrici meccaniche sovietiche e sullo studio dei tumori in Giappone
Ha seguito corsi di Chirurgia Vascolare e di trapianti d'organo presso Istituti specialistici dell'Unione Sovietica (Mosca 1957-1963), anche in qualità di incaricato dal Ministero della Pubblica Istruzione, dal quale ha ricevuto nel 1965 ufficiale incarico di missione per coordinare come collaboratore scientifico  un ciclo di conferenze dimostrative a Roma nella clinica del chirurgo Pietro Valdoni, in ordine agli strumenti innovativi messi a punto dalla Russia per la realizzazione di suture automatiche di organi e tessuti.
Nell'ambito di tali conferenze è stata in particolare illustrata la tecnica dell'anastomosi, all'epoca messa a punto da alcuni medici russi che grazie all'utilizzo delle suturatrici meccaniche hanno aperto la strada alla ricostruzione di nervi, arterie e vasi sanguigni suturando più punti contemporaneamente ed in breve lasso di tempo. Dopo aver preso parte agli interventi dimostrativi sugli animali condotti con tali strumenti dai medici sovietici, il chirurgo messinese si dedica in modo particolare allo studio della suturatrice vasale, importandone l'utilizzo nella sua clinica ortopedica, approfondimento che ha poi potuto seguire ulteriormente sul campo degli ospedali sovietici grazie al menzionato incarico ufficiale ricevuto dal Ministero.
Grazie a questi e ad altri studi clinici e sperimentali si è dedicato in modo specifico alla cura dei traumi tendinei e articolari della "mano dello sportivo" (tra cui in particolare la totale riabilitazione della mano di un rugbista il cui tendine era gravemente danneggiato), così pervenendo tra l'altro, insieme all'amico e collega Filippo Cavallaro, alla ricostruzione della vicenda relativa alla mano sinistra di Miguel de Cervantes, resa paralitica da un colpo subito nella battaglia di Lepanto, con un contributo poi confluito nel volume "Cervantes a Messina al tempo di Lepanto, 1971".
Ha svolto approfondimenti sulla cura del cancro in collaborazione con il medico giapponese Hiroshi Hatanaka, neurochirurgo presso la Clinica Universitaria dell'Ospedale Hongo Bunkio-ko di Tokio, dal quale si recò in visita nel 1970 per poi proseguire e divulgare i dettagli relativi alla terapia antiblastica del tumore, all'epoca ancora poco conosciuta,ma che a partire dagli anni 90 ha dato importanti risultati nell'ambito dei vaccini anti-tumorali.

## Attività di medico sportivo specializzato in fisiopatologia dell'immersione
È stato iscritto alla Federazione Medico Sportiva Italiana dal 1959, ed ha conseguito nel 1962 il diploma di medico sportivo effettivo.
Medico della FIAS, Federazione Italiana Attività Subacquee, ha seguito in modo particolare il campione mondiale di immersione subacquea in apnea di profondità Enzo Maiorca, del quale ha studiato e curato allenamenti e prove ufficiali dal 1967 agli anni 90, in collaborazione con lo staff medico di specialisti otoiatri e rianimatori sistematicamente od occasionalmente coordinati per l'assistenza nella preparazione e nelle immersioni ufficiali.
In occasione del record dei 72 metri raggiunto nelle acque di Siracusa il 14 Agosto 1969, Maiorca mise a punto una specifica metodica di immersione elaborata con il medico messinese.
È stato allievo del maestro di medicina subacquea Gaspare Albano, con il quale ha collaborato per decenni, a partire dagli anni 60; ha seguito la preparazione e le prove di record di immersione oltre che di Maiorca, dei più rinomati campioni di immersione di profondità in apnea, tra i quali Jacques Mayol, Francisco Ferreira Pipìn, Gianluca Genoni, Alejandro Ravelo e Gabriele del Bene, conducendo ricerche sperimentali oggetto di pubblicazioni e comunicazioni in campo nazionale ed internazionale. Molti degli studi elaborati in tale ambito sono stati pubblicati nel volume "Fisiologia delle immersioni in apnea", a cura di G. Santoro e G. Albano, del 1976, dove trovano particolare spazio gli approfondimenti sulle modificazioni dei gas alveolari ed espiratori durante le immersioni in apnea ed il loro rapporto con i diversi quozienti respiratori.

## Attività di paracadutista e socio benemerito ANPI
È stato socio benemerito della sezione Paracadutisti di Messina, per la quale ha ricoperto alcune cariche sociali, è stato protagonista di circa 80 lanci, sia "vincolati" che "ad apertura comandata", molti dei quali al fianco dell'istruttore e campione di paracadutismo Mario Re.
Dopo aver iniziato probabilmente per desiderio di approfondire il funzionamento della respirazione e della frequenza cardiaca in condizioni non usuali di pressione, è entrato in contatto con i "Falchi" di Comiso, paracadutisti che dopo aver superato il periodo di rotaggio dei lanci vincolati si cimentano in prove impegnative che li selezionano e li qualificano, e ha preso parte allo loro prove ogni qualvolta il lavoro glielo consentiva. Da tali esperienze ha potuto approfondire lo studio e la cura dei traumi tipici della disciplina, nonché del funzionamento della respirazione evidenziandone analogie e differenze rispetto all'apnea nel menzionato lavoro "Fisiopatologia delle immersioni".

## Premi e riconoscimenti
- "Award" 2006 per la Comunicazione visiva etno-antropologica, conferito dalla Commissione Scientifica e dalla giuria della Rassegna Internazionale di Archeologia Subacquea presso il centro Immersioni dell'Isola Lachea

- Attestato di "Eminente Ortopedico e uomo di grande spessore culturale", conferito dagli allievi della Scuola di specializzazione in Ortopedia in occasione del Premio per i 50 anni della cattedra

- Attestato di Benemerenza "per aver esercitato da oltre 50 anni la professione di medico chirurgo con ammirevole dedizione, secondo scienza e coscienza per il sollievo delle sofferenze, per la difesa della vita, nel rispetto della persona umana", conferito dall'Ordine dei Medici Chirurghi e degli Odontoiatri di Messina

- Attestato di Benemerenza per "l'alto prestigio personale" conferito dall'Associazione Polisportiva Messina

- Attestato di Socio Benemerito dell'Associazione Nazionale Paracadutisti d'Italia, sezione di Messina

## Opere
- "Studio dell'attività fosfatasica alcalina della ghiandola surrenale di cavia in condizioni normali e sotto trattamento con ACTH", con G. Barresi, Biologica Latina, VIII: 1441, 1955

- "Trasfusione eterogenea a formolo. Nota I: Tempo di sopravvivenza e modificazioni morfologiche dei globuli rossi di polli iniettati nel circolo normale e pretrattato con il formolo", Med. Sper. XXXV: 45, 1959

- "Su di un caso di tubercolosi miliare isolata del fegato", con U. Marullo, Il Fegato, V: fasc. 2, 1959

- "Su di un caso di lussazione dorsale dell'epifisi distale dell'ulna", Archivio ed Atti della Società Medico-Chirurgica di Messina, VIII: fasc. III, 1963

- "Ricerche sperimentali sulla soppressione del circolo metafisario della cartilagine di accrescimento", con D. Cuzzocrea, Acta Orthopedica Italica, Volume IX, 1963

- "Su di un caso di frattura completa di quattro coste in un neonato", Archivio ed atti della Società Medico-Chirurgica di Messina, VIII: fasc. III, 1964

- "Ricerche sperimentali sugli auto ed omoinnesti venosi in arterie di piccolo calibro", con U. Marullo, Archivio e Atti della Società Medico-Chirurgica di Messina, Anno VIII, fasc. III, 1964

- "Su di un caso di frattura completa di 4 coste in un neonato", Archivio e Atti della Società Medico-Chirurgica di Messina, Anno VIII, fasc. III, 1964

- "Immersioni di profondità in apnea (attualità e prospettive)", atti del Convegno di Medicina dello Sport, Messina, 8 Aprile 1995

- "Ferri e Trucchi del Mestiere: su di un incontro tra vecchi pescatori di Lipari e Ganzirri", in "Atlante dei beni Etno- Antropologici eoliani", 1995